# Parc national Yanachaga Chemillén
Le parc national Yanachaga-Chemillén (espagnol : Parque nacional Yanachaga-Chemillén) est situé entre la cordillère des Andes (côté versant oriental) et au niveau du bassin versant du fleuve Amazonas.   
Il a été créé le 28 juin 1986 et possède une surface de 1 220 km2.  
Le parc fait également partie de la réserve de biosphère d'Oxapampa-Ashaninka-Yanesha, reconnue par l'Unesco en 2010. 

## Biodiversité
Une partie de la biodiversité présente dans le parc est en danger d’extinction, à l'image de l'ours à lunettes.